# Комеліноцвіті
Комеліноцвіті (Commelinales) — порядок рослин клади однодольні (monocots). Порядок об'єднує понад 800 видів тропічних і субтропічних трав у 5 родинах. Найближчі родичі комеліноцвітих — порядок імбироцвіті (Zingiberales).

## Опис
Рослини в порядку морфологічно мінливі. Члени Commelinales, як правило, малі або великі трави, зазвичай кореневищні. Краї листків завжди є цілими. Квіти різноманітні — можуть бути одностатевими, двостатевими, актиноморфними або зигоморфними, з яскравими пелюстками та великою різноманітністю структури й організації пелюсток і чашолистків. Багато членів Commelinales — укорінені або вільно плавучі водні рослини.

## Галерея

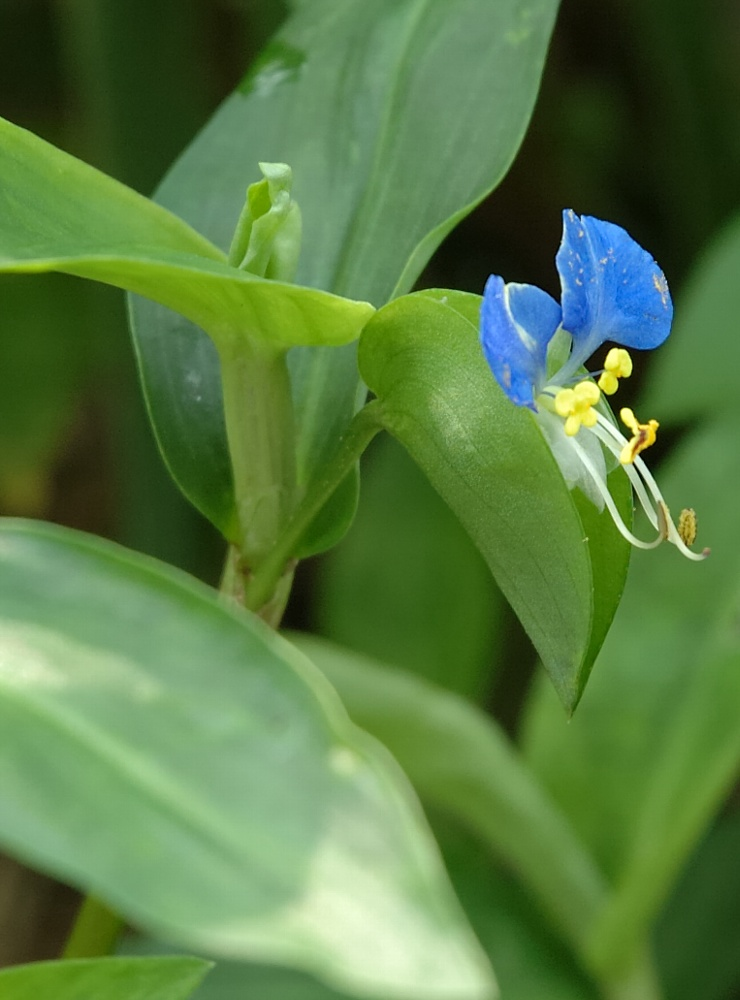
Commelina communis — типовий вид родини Commelinaceae
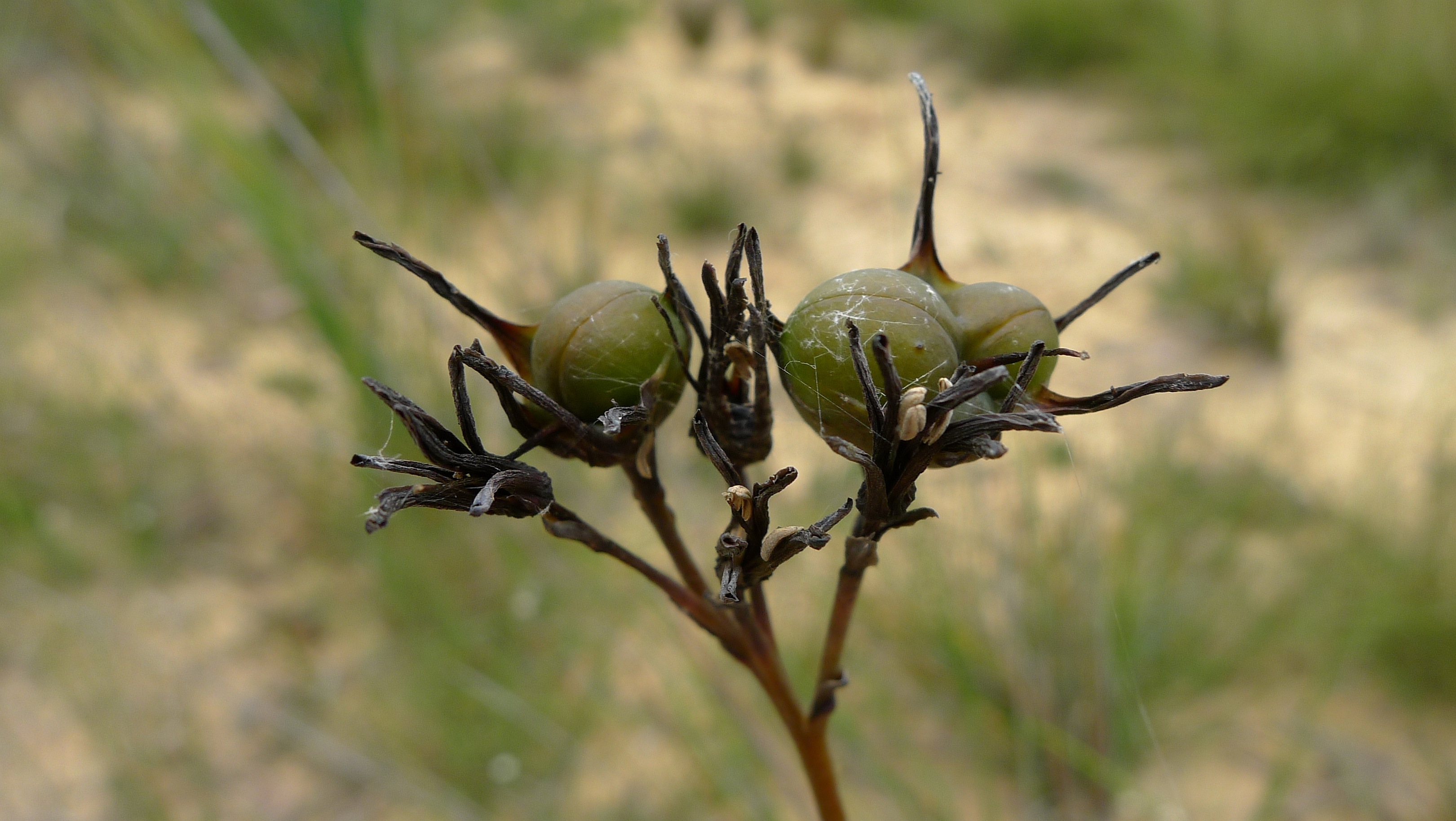
Haemodorum corymbosum — типовий вид родини Haemodoraceae
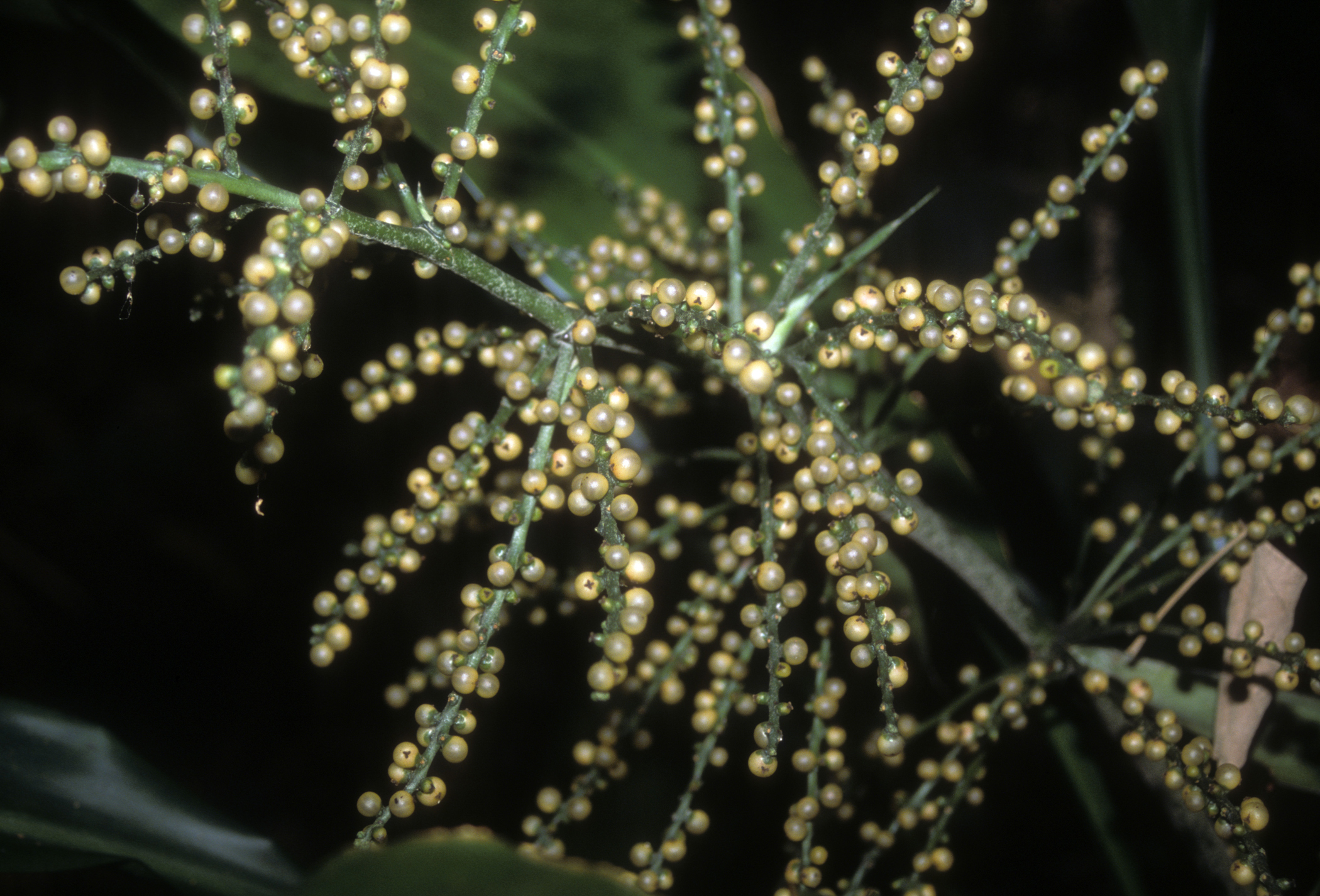
Hanguana malayana — вид родини Hanguanaceae
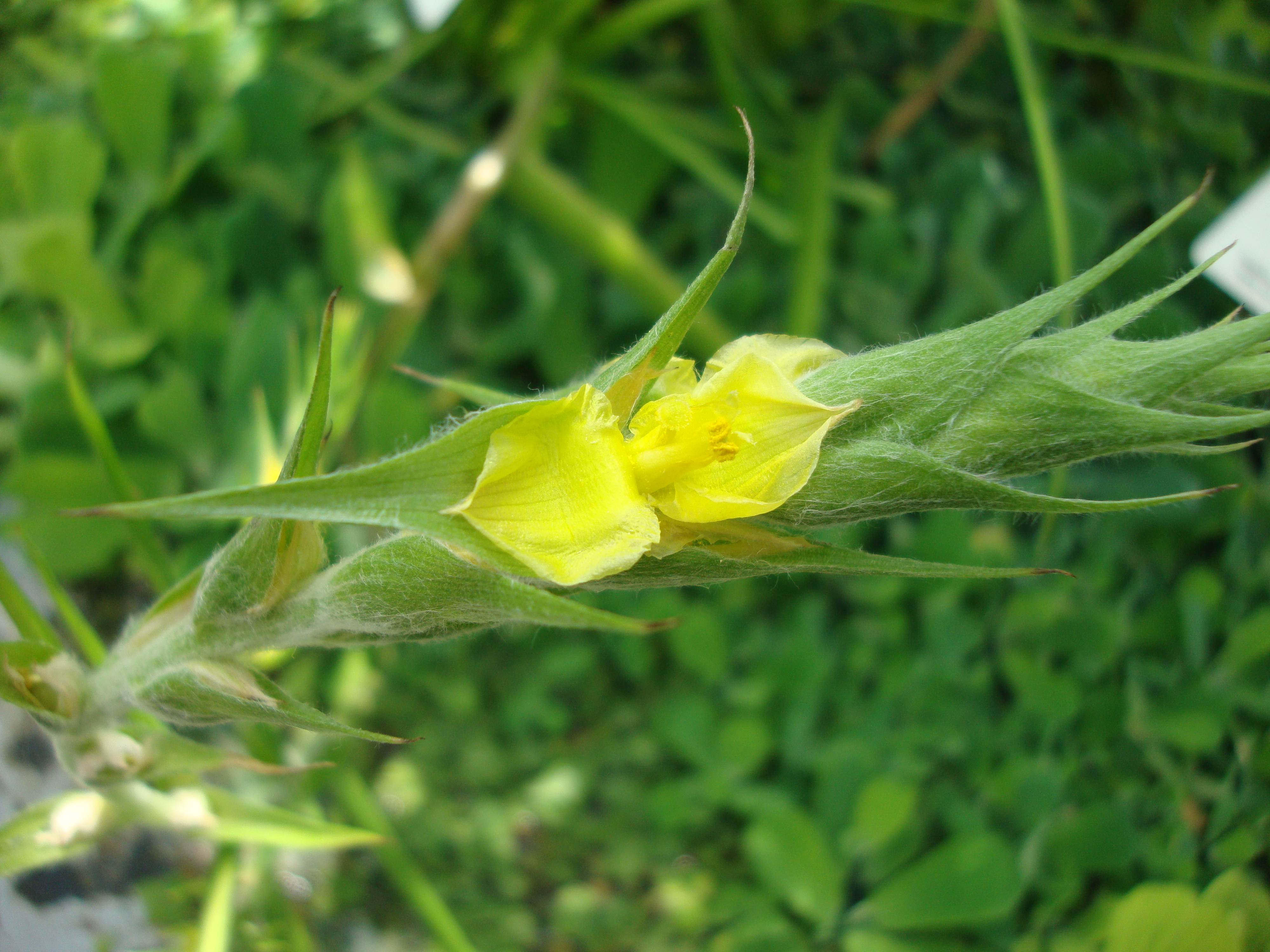
Philydrum lanuginosum — типовий вид родини Philydraceae
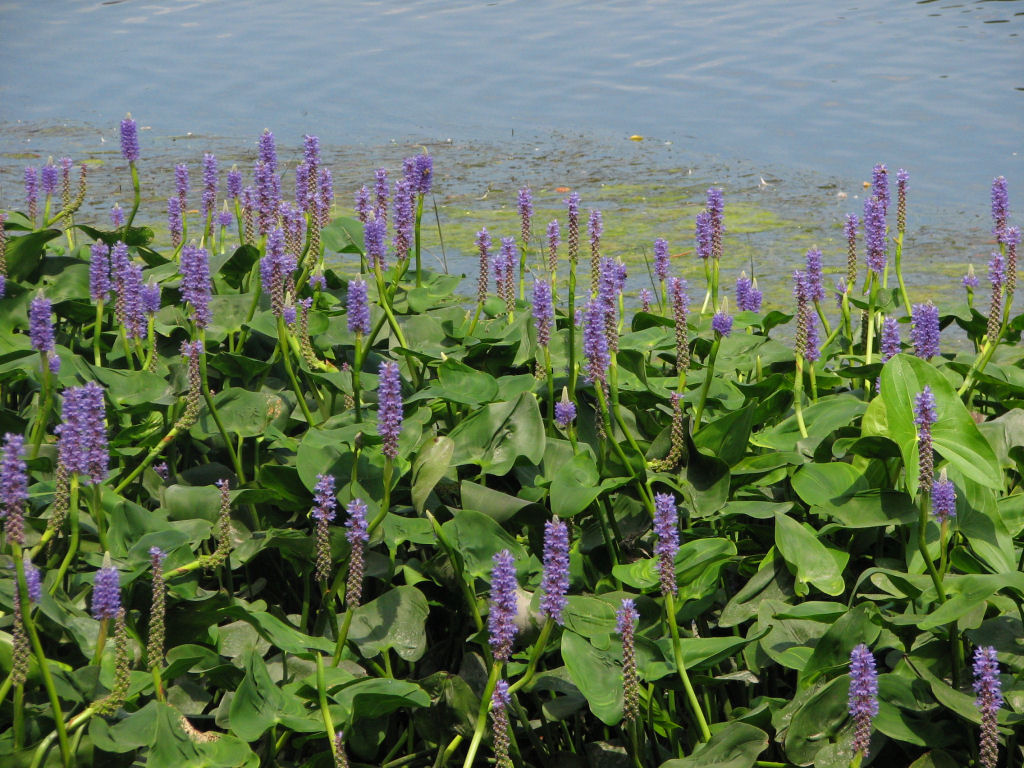
Pontederia cordata — типовий вид родини Pontederiaceae